# Oratorio della Madonna del Carmine (Micciano)
L'oratorio della Madonna del Carmine si trova a Micciano nel comune di Pomarance.

## Descrizione

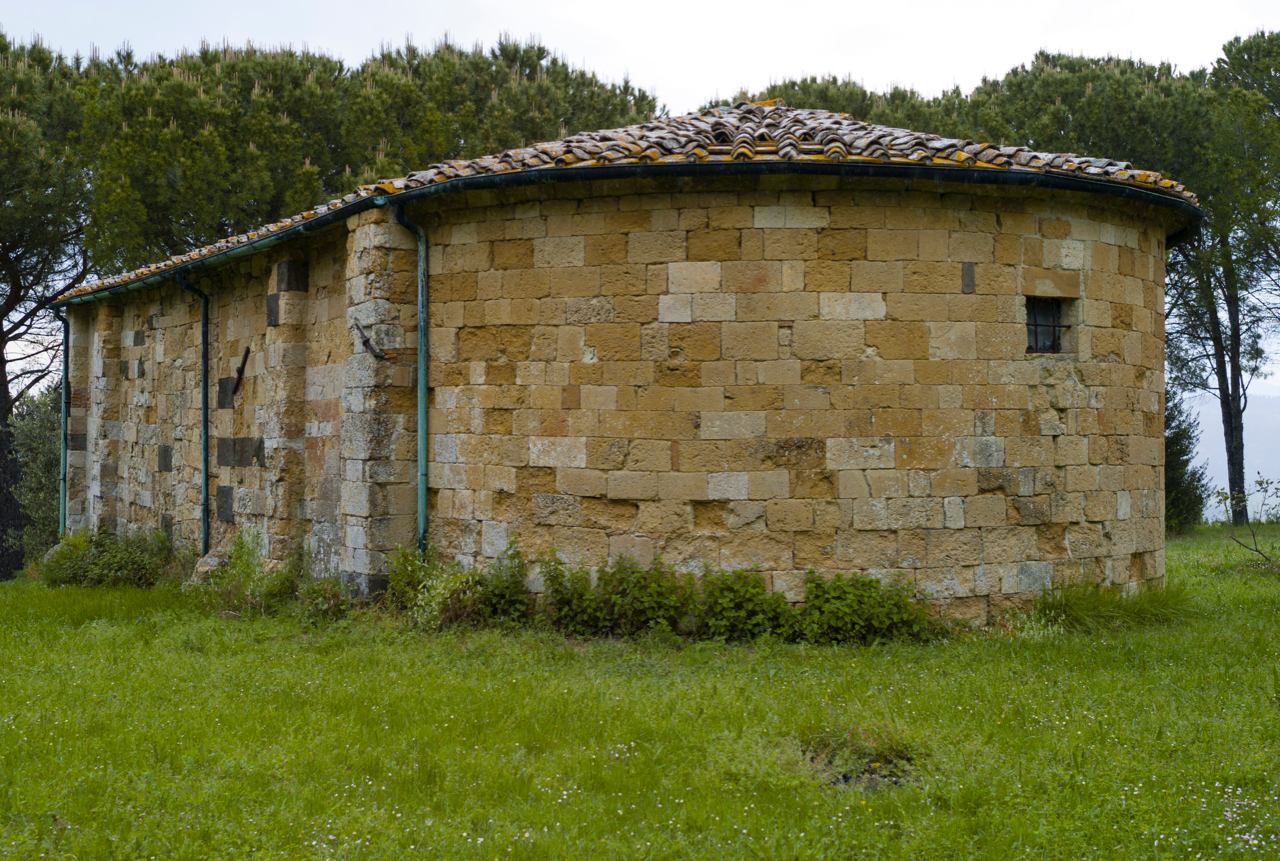
L'abside

La vecchia pieve premillenaria intitolata a San Giovanni Battista si presenta come un oratorio di campagna ad un'unica navata terminante con una grande abside; è ciò che resta di una grande chiesa a tre navate, la cui facciata, a bande bianche e nere, rivolta ad ovest, costituisce la parete destra del nuovo oratorio, mentre un grosso capitello a volute e foglie acquatiche è oggi utilizzato come base di una croce all'esterno del cimitero.